# Striatura milium
Striatura milium is een slakkensoort uit de familie van de Gastrodontidae. De wetenschappelijke naam van de soort is voor het eerst geldig gepubliceerd in 1859 door Whittemore.